# Patrice Queneau
Pour les articles homonymes, voir Queneau.
Patrice Queneau, né le 5 juin 1938, est un médecin français, doyen honoraire de la faculté de médecine de Saint-Étienne.

## Biographie
Il a exercé le poste de Chef du service de médecine interne et de thérapeutique au CHU de Saint-Etienne (1979-2003).
Professeur émérite de thérapeutique, il est le concepteur international du terme "déprescrire,," : réduction ou arrêt d'un ou plusieurs médicaments dans le but premier d'améliorer la santé des malades et d'éviter des  accidents iatrogènes.
Membre de la Commission de la publicité et des recommandations du bon usage des médicaments au Ministère de la Santé (1991), membre de la Commission de la transparence à l'Agence nationale du médicament (1992-1997).
Il est élu Président du Conseil scientifique et pédagogique du Centre national des concours d'internat en médecine, pharmacie, dentaire (1994-1999).
Il est élu Président de la 48ème section (Anesthésie, Réanimation médicale, Pharmacologie, Thérapeutique) du Conseil national des Universités (1995-2001).
Il est élu Président du Comité d'éthique du CHU de Saint-Etienne (2002-2012).
Il est élu membre de l'Académie nationale de médecine (2003) et de l'Académie nationale de pharmacie.
Il est nommé Membre du Collège de l'Agence française de lutte contre le dopage (2011-2022).
Il est l'auteur d'ouvrages et publications consacrés aux accidents médicamenteux et à leur prévention, à la prise en charge des malades douloureux, à la place du médecin dans la société de demain, aux déserts médicaux.
Rapporteur, avec le professeur Rissane Ourabah, du Rapport de l'Académie nationale de médecine sur les déserts médicaux.

## Ouvrages
- Patrice Queneau, La iatrogénie médicamenteuse et sa prévention : rapport au Secrétaire d'État à la santé, Bernard Kouchner, INSP, 1er mars 1998
- Patrice Queneau, La Douleur transcendée par les artistes, Éditions Glyphe, août 2014, 144 p. (ISBN 978-2-35815-144-3)
- Patrice Queneau, La Faculté de médecine de Saint-Etienne, 50 ans de combats épiques, Ed. Glyphe, 2021, 470 pages,  (ISBN 978-2-35815-300-3)

## Ouvrages collectifs
- Patrice Queneau et Gérard Ostermann, Soulager la douleur : écouter, croire, prendre soin, Odile Jacob, 1998, 316 p. (ISBN 978-2-7381-0603-2, lire en ligne)
- Patrice Queneau et Damien Mascret, Le malade n'est pas un numéro ! : Sauver la médecine, Odile Jacob, 2004, 351 p. (ISBN 978-2-7381-1388-7, lire en ligne)
- Patrice Queneau et Gérard Ostermann, Le médecin, le malade et la douleur, Elsevier Masson, 2004, 616 p. (ISBN 978-2-294-01427-7, lire en ligne)
- Patrice Queneau, Gérard Ostermann, P. Grandmottet, avec les dessins de Piem, La douleur à bras-le-corps, Editions Médicis, 2007
- Patrice Queneau et Bertrand Bécour, Etre médecin à Villiers le Bel : Une éthique au quotidien! : Hommage au Docteur Lionel Bécour, Editions L'Harmattan, 1er avril 2010, 126 p. (ISBN 978-2-296-24924-0, lire en ligne)
- Patrice Queneau et Claude de Bourguignon, Sauver le médecin généraliste, Odile Jacob, 25 octobre 2017, 320 p. (ISBN 978-2-7381-3906-1, lire en ligne)
- Patrice Queneau et Christian Roques, La médecine thermale, données scientifiques, Ed. John LIbbey, 2018  (ISBN 978-2-7420-1549-8)